# Elektrische Maschine

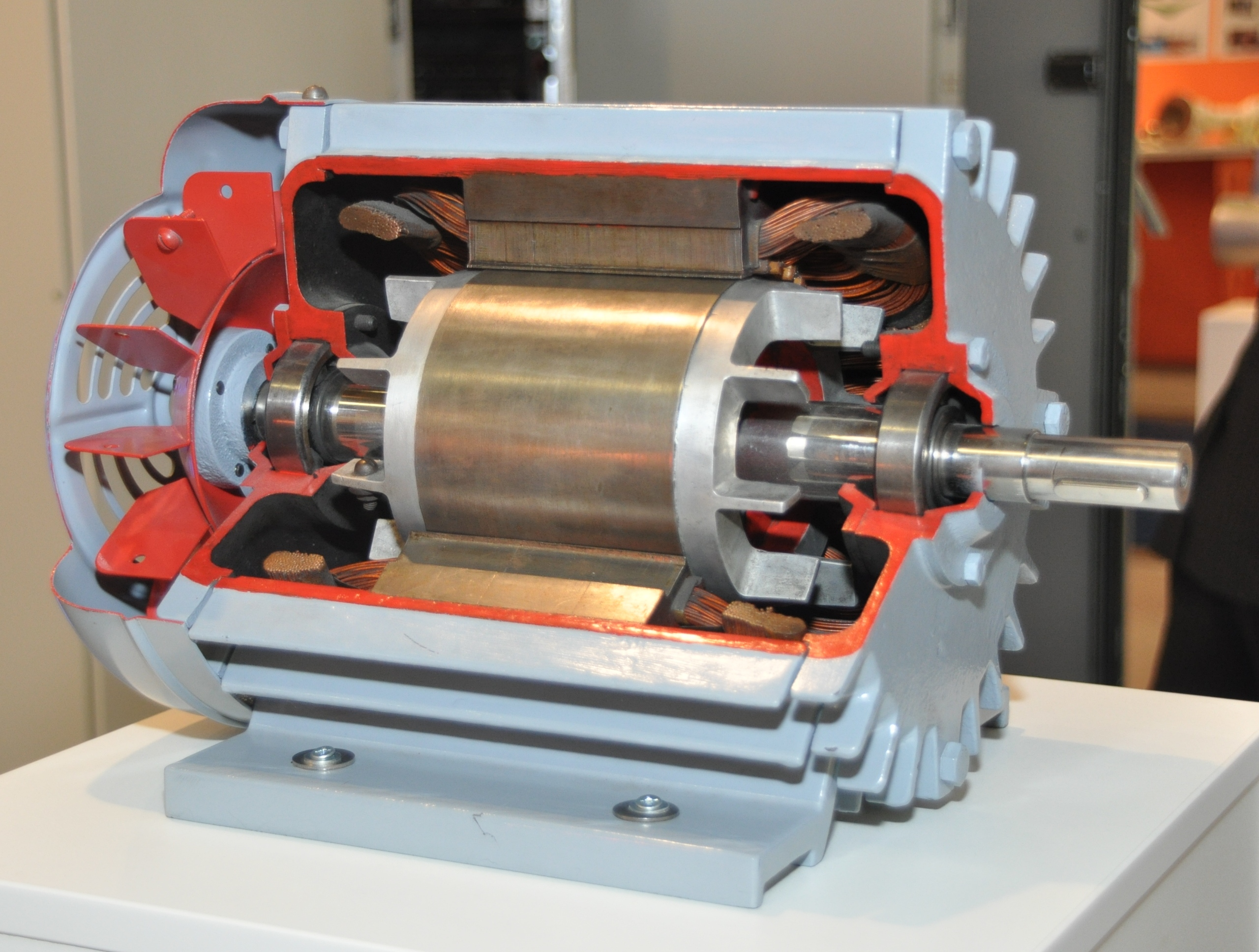
Schnittmodell einer rotierenden elektrischen Maschine: Elektromotor

Eine elektrische Maschine ist eine in der elektrischen Energietechnik eingesetzte Maschine und stellt eine Form von Energiewandler dar. Es wird unterschieden zwischen rotierenden elektrischen Maschinen, dazu zählen verschiedene Typen von Elektromotoren und elektrischen Generatoren, und ruhenden elektrischen Maschinen, zu denen Transformatoren gehören. Allen elektrischen Maschinen gemeinsam ist, dass sie in ihrem Aufbau über einen magnetischen Kreis verfügen, der für die Funktion wesentlich ist.

## Überblick

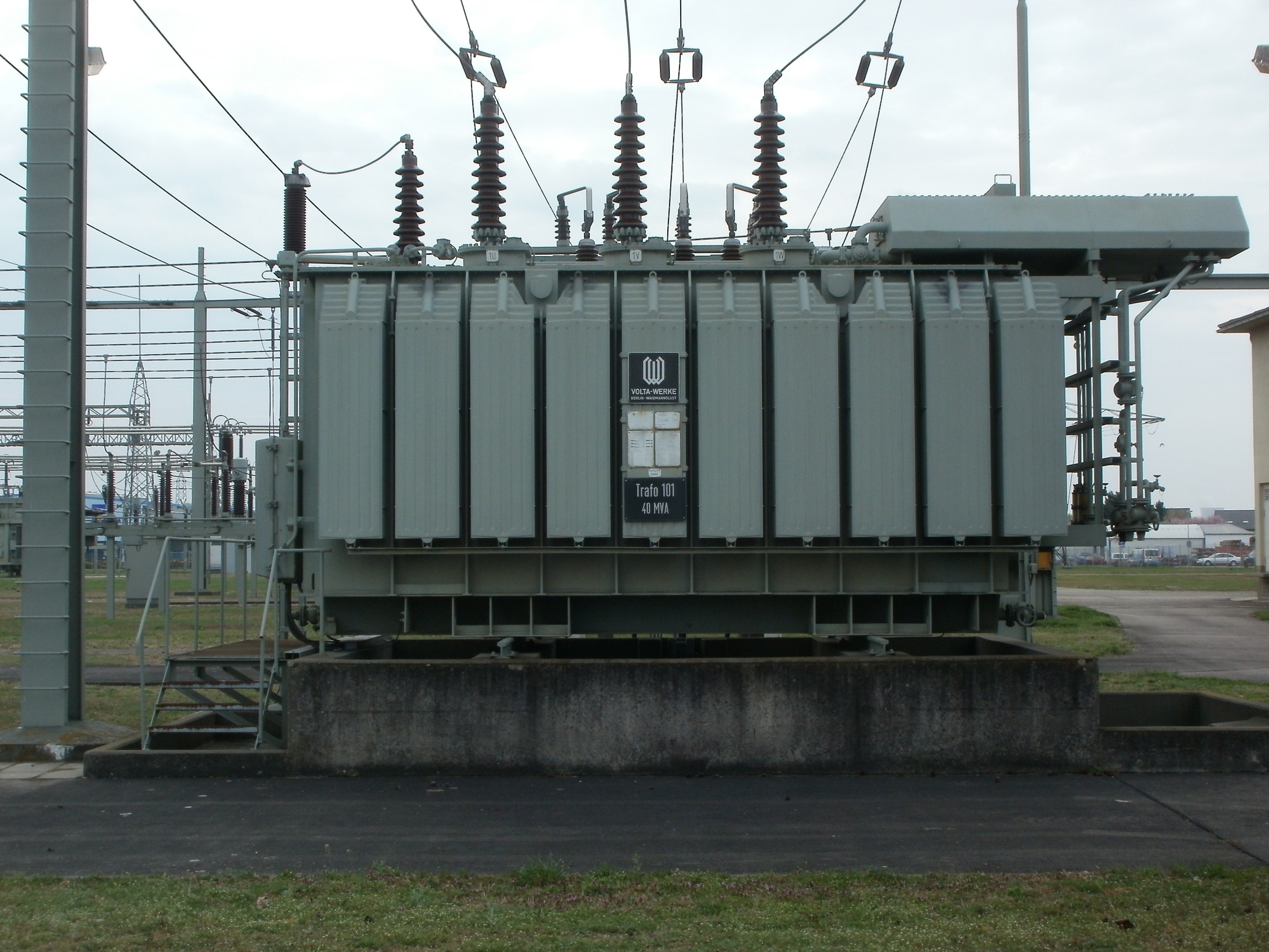
Ruhende elektrische Maschine: Leistungstransformator in einem Umspannwerk

Elektrische Maschinen nutzen die Eigenschaften der elektromagnetischen Wechselwirkung und basieren auf der elektromagnetischen Induktion und magnetischen Kraftwirkungen, die durch die Lorentzkraft, und bei einigen Maschinentypen durch die Reluktanzkraft, beschrieben werden.
Zu der Gruppe der ruhenden oder statischen elektrischen Maschinen zählen aus historischen Gründen Transformatoren, und da insbesondere Transformatoren, die im Bereich der elektrischen Energietechnik, wie etwa die Leistungstransformatoren, eingesetzt werden. Bei ruhenden elektrischen Maschinen spielen die magnetischen Kraftwirkungen nur eine untergeordnete bzw. unerwünschte Rolle, da dabei keinerlei Bewegungen ausgeführt werden und die Funktion eines Transformators darin besteht, Wechselspannungen zwischen verschiedenen hohen Spannungsniveaus zu transformieren.
Bei dem wesentlich größeren und im Folgenden ausschließlich dargestellten Gebiet der rotierenden elektrischen Maschinen, die durch eine Vielzahl verschiedener Bauformen und Einsatzbereiche geprägt sind, spielen die magnetischen Kraftwirkungen die zentrale Rolle. Sie dienen der Umsetzung elektrischer Leistung in mechanische Leistung an einer Welle. Wird elektrische Leistung in mechanische Leistung umgesetzt, spricht man von einem Elektromotor, wird in der Gegenrichtung mechanische Leistung in elektrische Leistung umgeformt, spricht man von einem elektrischen Generator. Einige elektrische Maschinentypen können sowohl als Motor als auch als Generator betrieben werden, die konkrete Funktion wird durch den Betriebsbereich der Maschine bestimmt. Aufgrund dessen kommt es auch in der begrifflichen Verwendung von Motor oder Generator zu Überschneidungen.
Jede Energieumwandlung ist mit einem Energieverlust in Form von Wärme verbunden. Ein Vorzug elektrischer Maschinen ist, dass ihre Verluste vergleichsweise klein sind, sie also einen hohen Wirkungsgrad erzielen. Elektrische Großmaschinen können Wirkungsgrade bis 99 % erzielen.
Die mit elektrischen Maschinen befasste industrielle Branche ist der Elektromaschinenbau. Elektrische Maschinen werden heute in sämtlichen Bereichen der Technik, der Industrie, des Alltags, des Verkehrswesens, der Medizin und anderer Gebiete verwendet. Der Leistungsbereich elektrischer Maschinen erstreckt sich von Größenordnungen unterhalb von einem Mikrowatt (z. B. Uhrwerke oder Mikrosystemtechnik) bis hinaus über ein Gigawatt (1 GW = 1.000.000.000 Watt), wie bei den im Kraftwerksbereich eingesetzten Turbogeneratoren.

## Bestandteile
Elektrische Maschinen haben verschiedenartig angeordnete Drahtspulen, die vom elektrischen Strom durchflossen werden. Der dabei auftretende magnetische Fluss wird in einem Eisenkern, der auch als magnetischer Kreis bezeichnet wird, gezielt geführt. Dieser Kern besteht aus Materialien, die den magnetischen Fluss gut leiten können, beispielsweise aus geschichtetem Elektroblech. Die Schichtung dient zusammen mit der einseitigen Isolierung der Blechpartien der Unterdrückung von unerwünschten Wirbelströmen. Bei drehenden Maschinen sind der Stator und der Rotor, bei manchen Maschinen auch als Anker bezeichnet, wesentliche Bestandteile. Die in beiden jeweils erzeugten Magnetfelder bewirken durch die damit erzeugten Kräfte eine gezielte (einmalige oder dauerhafte) Bewegung der Maschinenteile gegeneinander.
Zur elektrischen Isolation der stromdurchflossenen Teile gegeneinander und gegenüber der äußeren Umgebung weisen elektrische Maschinen Isolationsbereiche auf. Zur mechanischen Stabilisierung der Maschine dienen mechanische Trag- und Stützkonstruktionen sowie eventuell Lager zur Führung von beweglichen Teilen.

## Bauformen
Eine Gliederung der rotierenden elektrischen Maschinen kann nach verschiedenen Kriterien erfolgen, die Einteilungen sind in der Literatur nicht einheitlich und durch Überschneidungen geprägt. Die Klassifizierung kann nach der verwendeten Stromart wie Gleichstrom, Wechselstrom und Dreiphasenwechselstrom (ein mehrphasiger Wechselstrom, der durch entsprechende räumliche Wicklungsanordnung ein magnetisches Drehfeld erzeugt) erfolgen. Eine weitere Klassifizierung kann die Wirkungsweise der Maschine betreffen und zu einer Unterteilung in Kommutatormaschinen, Asynchronmaschinen und Synchronmaschinen führen. Jede dieser Gruppen teilt sich in verschiedene Bauformen von Maschinen, die in weitergehende Klassen eingeteilt werden.
In folgender Tabelle ist eine beispielhafte und nicht vollständige Klassifizierung nach Stromart in vertikaler Richtung und nach Wirkungsprinzip in horizontaler Richtung, samt Hinweis auf mögliche Einsatzbereiche, als einfacher Überblick zusammengestellt.
| Stromart               | Kommutatormaschine                                                                      | Asynchronmaschine                                      | Synchronmaschine                                                         | Beispielhafte Einsatzbereiche                                                                                                |
| ---------------------- | --------------------------------------------------------------------------------------- | ------------------------------------------------------ | ------------------------------------------------------------------------ | --- |
| Gleichstrom            | Gleichstrommaschine, Reihenschlussmaschine, Nebenschlussmaschine, Doppelschlussmaschine |                                                        |                                                                          | Feinwerktechnik |
| Wechselstrom           | Einphasen-Reihenschlussmotor                                                            | Spaltpolmotor, Kondensatormotor, Repulsionsmotor       | Reluktanzmotor                                                           | E-Werkzeuge und Haushaltsgeräte, kleinere Pumpen, Feinwerktechnik                                                            |
| Dreiphasenwechselstrom |                                                                                         | Asynchronmaschine, Schleifringläufermotor, Linearmotor | Synchronmaschine, Schenkelpolmaschine, Vollpolmaschine, Kaskadenmaschine | Industrieantriebe, Großpumpen, Fördertechnik, Turbogeneratoren in Kraftwerken, hochdynamische Antriebe für Werkzeugmaschinen |
| Impulsstrom            |                                                                                         |                                                        | Bürstenloser Gleichstrommotor, Schrittmotor, Lavet-Schrittmotor          | Hochdynamische Antriebe, Positionierantrieb, Uhrentechnik                                                                    |

Asynchron- und Synchronmaschinen benötigen für ihren Motorbetrieb Mehrphasenwechselstrom bzw. erzeugen als Generator Mehrphasenwechselstrom. Üblicherweise ist dies Dreiphasenwechselstrom, der im Bereich des Rotors ein Drehfeld erzeugt. Daneben gibt es Drehfeldmaschinen, die beispielsweise mit Zweiphasenwechselstrom betrieben werden, dies ist bei manchen Schrittmotoren der Fall. Die Asynchronmaschine mit Kurzschlussläufer ist als Antrieb weit verbreitet, da kostengünstig herstellbar und wartungsarm. Kennzeichnend für die Asynchronmaschine ist der Schlupf, der bewirkt, dass sich der Rotor nicht mit der gleichen Umdrehungszahl wie das magnetische Drehfeld bewegt.
Die Gruppe der Synchronmaschinen ist durch eine starre Beziehung der Rotordrehung mit dem Drehfeld gekennzeichnet. Beispiele von Synchronmaschinen sind die Schenkelpolmaschinen, die sich in Innen- und Außenpolmaschinen aufgliedern, und die Vollpolmaschinen, die in Form von Turbogeneratoren im Kraftwerksbereich Einsatz finden. Zu den Synchronmaschinen zählen auch die Schrittmotoren und spezielle Ausführungen, wie der Lavet-Schrittmotor, und bürstenlose Gleichstrommotoren, wie es auch der Torquemotor darstellt. Bei diesen Synchronmotoren wird das Drehfeld mittels eines zusätzlich zum Motor nötigen Frequenzumrichters mit Vierquadrantensteller erzeugt. Bei kleineren Leistungen werden dazu Verfahren wie die Blockkommutierung angewendet, bei größeren Leistungen wird mittels Verfahren wie der Vektorregelung und Raumzeigermodulation gearbeitet.
Darüber hinaus gibt es noch spezielle Drehfeldmaschinen, wie die Kaskadenmaschine, die beispielsweise als Generator in Windkraftanlagen Verwendung findet. Ein in der Nanotechnik eingesetzter Motor ist der Elektrostatikmotor.
Die Kommutatormotoren können mit Hilfe des Kommutators direkt an Gleichstrom oder einphasigen Wechselstrom betrieben werden. Beispiele von Kommutatormaschinen sind die Gleichstrommaschine und der Universalmotor, der mit Gleich- oder Wechselspannung betrieben werden kann. Die Gleichstrommaschinen unterteilen sich in Nebenschlussmaschine und Reihenschlussmaschine.
Darüber hinaus gibt es elektrische Maschinen mit nur eingeschränkten Anwendungsbereichen wie die Unipolarmaschine, die im Generatorbetrieb ohne Gleichrichtung direkt eine Gleichspannung liefert. Eine historische Bauform einer Unipolarmaschine stellt das Barlow-Rad dar. Darüber hinaus existieren aus dem Anfang der Elektrotechnik historische elektrische Maschinen, die wegen verschiedener Nachteile nur geringe oder keine Verbreitung gefunden haben. Dazu zählt unter anderem der Egger-Elektromotor.